# Euglenes wollastoni
Euglenes wollastoni is een keversoort uit de familie schijnsnoerhalskevers (Aderidae). De wetenschappelijke naam van de soort werd in 1971 gepubliceerd door Israelson.